# Ingeborg Lüscher
Pour les articles homonymes, voir Lüscher.
Ingeborg Lüscher, née à Freiberg en 1936, est une peintre allemande, photographe, conceptualiste de la vidéo et d'installations d'artiste. Elle vit et travaille depuis 1967 à Tegna dans le Tessin.
Elle a rencontré en 1972 Harald Szeemann, le célèbre « conservateur indépendant » au Kunsthaus de Zurich. Le couple a eu une fille, Una Szeemann, elle-même artiste. 